# Rhinocricus neglectus
Rhinocricus neglectus är en mångfotingart som beskrevs av Filippo Silvestri 1897. Rhinocricus neglectus ingår i släktet Rhinocricus och familjen Rhinocricidae. Inga underarter finns listade i Catalogue of Life.